# Колективне
Колекти́вне (каз. Коллективне) — село у складі Осакаровського району Карагандинської області Казахстану. Входить до складу Карагайлинського сільського округу.
Населення — 69 осіб (2021; 183 у 2009, 246 у 1999, 256 у 1989).
Національний склад станом на 1989 рік:
- росіяни — 71 %.